# Grand nu orange
Grand nu orange est une  huile sur toile réalisée par Nicolas de Staël en 1953. Elle est répertoriée à cette date dans le catalogue raisonné de Françoise de Staël sous le no 780, avec la mention autographe du peintre :  "Nu (1954)", peint à Ménerbes. 
Elle fait partie de la série des nus couchés à laquelle appartiennent : Nu : une inconnue, nu couché, 1953,  huile sur toile également post-datée par le peintre en 1954, ainsi que Nu couché (Nu), huile sur toile (1954), collection particulière, acquise par une personne de nationalité américaine le mardi 6 décembre 2011 lors d'une vente à Paris pour plus de 7 millions d'euros, et aussi Nu couché bleu (1955), est le dernier de la série d'huiles sur toile, le plus grand format 114 × 162 cm, collection particulière.
Grand nu orange est un des nus les plus spectaculaires de Staël, nu de référence, significatif de l'emploi osé de la couleur par le peintre.

## Contexte
Staël travaille sur le nu depuis 1952-1953,  avec des encres de chine sur papier, des dessins, ou des huiles sur toiles de petit format. Toutes ces œuvres portent le titre de  études de nus : couchés, assis, accoudés, debout, tous datés de  1953. Ce sont des huiles sur toile de petits formats à l'exception de deux grandes toiles : Figure (Staël 1953) huile sur toile verticale 100 × 73 cm et Figure debout (Figure), 73 × 100 cm. 
Plus tard, Anne de Staël a étudié attentivement toutes les étapes des recherches de son père sur le nu, et elle a accordé une importance toute particulière aux nus à l'encre de Chine que Staël a réalisé l'année précédente en 1952, en particulier l'encre de Chine intitulée Nu 1953 (encre de Chine), encre de Chine sur papier 41,3 × 53,7 cm qu'elle reproduit dans son  ouvrage Staël, du trait à la couleur, et qui est présenté sur le site de l'exposition d'Antibes 2014. 
Alors que le peintre a déjà travaillé sur ce thème, dans un style flouté comme  Les Indes galantes (Staël I), Nu debout-Nu Jeanne, ou plus nettement peint en épaisseur comme :  Nu : une inconnue, nu couché, alors qu'il a déjà produit un grand nombre de nus titrés figures, Staël ne semble pas avoir atteint le but qu'il recherche puisqu'il écrit  dans une lettre à Jacques Dubourg en 1954 :« Je vais essayer des figures, nus, portraits et groupes de personnages. Il faut y aller quand même, que voulez-vous, c'est le moment, je ne peux peindre des kilomètres de natures mortes et paysages, ça ne suffit pas (...), » comme s'il n'avait jamais abordé ce thème.
Avant ou en même temps (la datation est parfois difficile) que  Grand nu orange, Staël a  peint : Figures (Staël), Femme assise (Staël), Figure, nu assis, figure accoudée qui sera suivi d'une grande quantité de Nus debout.

## L'œuvre
C'est à propos  de Grand nu orange que Harry Bellet répond à Daniel Dobbels qui contestait son approche des nus, dans son étude de Nu couché bleu. Bellet remarquait alors : « Au beau milieu des marines, des natures mortes et des ateliers de 1955, surgit, surprenant, un nu couché. Le premier regard, comme celui d'un voyeur, est rejeté de cette toile sans qu'on comprenne bien pourquoi (...) Pourtant, passé le premier choc, l'œil peu coupable, revient s'y fixer. Ultime tentation de Nicolas de Staël de se mesurer au thème le plus ancien de l'histoire de la peinture, ce nu est une splendide négation faite par avance à tous ceux qui ont pu voir dans son décès tragique un aveu d'impuissance : par son apparente simplicité, il égale les plus beaux Matisse. Par son autorité complexe il rejoint le maitre, Vélasquez. »
Dobbels rapprochait Nu couché bleu des  Mouettes  et démontrait, au sujet de cette huile sur toile 114 × 162 cm, non signée non datée, parmi les dernières toiles de l'artiste  à Antibes, que : « (...)  ce Nu, qui paraît isolé, ne l'est pas. Il est peut-être déjà inscrit dans Les Mouettes, schème propre à la nudité de cette peinture ».
Dans le catalogue de l'exposition 1995 à la Fondation Gianadda, Harry Bellet reconnait que Dobbels a sans doute raison de rapprocher les nus et Les Mouettes (Staël), que la comparaison d'une femme à des oiseaux est juste et qu'elle permet, abstraction faite du motif, de rapprocher le Grand nu orange  d'une version du paysage d'Agrigente : Agrigente (1954), 1954, huile sur toile 60 × 81 cm collection particulière) qui utilise des harmonies communes.
Le ciel violet, dont l'horizon est marqué par une fine ligne discontinue jaune, contourne le corps rougeg-orangé, couché en oblique, sur fond jaune d'œuf-orange, avec une tache beige claire figurant l'oreiller, et les pieds qui se fondent dans l'horizon avec le violet du ciel. Harry Bellet parle de flamboiement, d'incandescence du corps « Pour avoir été si souvent rencontrée dans l'histoire de l'art, cette attitude [oblique] est devenue presque un signe, un archétype, ou encore comme l'écrit Daniel Dobbels un schème. C'est la position du nu la plus classique qui soit, déclinée par Le Titien,  Vélasquez, Goya et tant d'autres, celle qui met le mieux en valeur les charmes féminins. Sauf qu'ici, de charmes point. L'absence de modelé (…) donne une harmonie violente, presque rauque, (…) restituant la sensualité d'un corps, la volupté en peinture. »

## Expositions
Le tableau a été exposé un très grand nombre de fois en particulier pour la première fois en 1954 chez  Jacques Dubourg, et de nouveau dans la même galerie en 1956 puis la même année au Texas à Fort Worth, et l'année suivante, au Texas toujours à San Antonio. En 1964, il est à New York, en 1965 : Rotterdam, Zurich, Boston/Chicago/New York en 1965-1966. En 1972, une rétrospective le présente à Saint-Paul-de-Vence, en 1990 à Washington, en 1994 à Francfort, en 1995 à Martigny.
Il n'est pas présent à l'exposition d'Antibes présentée au Musée Picasso d'Antibes jusqu'au 7 septembre 2014 intitulée : La Figure à nu, hommage à Nicolas de Staël.